# リンデン (ガイアナ)
リンデン（Linden）は、ガイアナの都市。首都のジョージタウンに次ぐ同国の第二都市で、アッパー・デメララ＝ベルビセ州の州都である。

## 地理
首都・ジョージタウンから見て南側、デメララ川の105km上流に位置する。
市街地の約70km西方に位置し、エセキボ川の川中島であるグラック島（Gluck Island）はエコツーリズムの目的地となっている。

## 歴史

### ボーキサイト鉱山の開発
1916年、カナダのアルミニウム会社が、ボーキサイトの採掘・加工・販売を目的に子会社のデメララ・ボーキサイト社（Demerara Bauxite Company Limited :DEMBA）をこの地で創業した。国内外の労働者の為の住居が設けられ、インフラ整備も進んだ。
ガイアナ政府により、1971年7月15日にDEMBAはガイアナ・ボーキサイト社（Guyana Bauxite Company Limited :GUYBAU）として国有化され、1975年1月1日には兄弟会社がベルビセ・マイニング・エンタープライズ（Berbice Mining Enterprise Limited :BERMINE）として国有化された。
1977年10月にGYUBAUとBERMINEはガイアナ・マイニング・エンタープライズ（Guyana Mining Enterprise Limited :GUYMINE）として統合されたが、リンデンとベルビゼの2鉱区を別々の事業体に転換するため、1992年6月に政府が公開会社法に基づき、リンデン・マイニング・エンタープライズ（Linden Mining Enterprise :LINMINE,旧GUYBAU）とBERMINEの2社に分割した。

### その他
1964年、少数派のインド系住民を標的としたウィスマール虐殺が発生し、彼らの多くが避難したため、事件前に約3,000人いたインド系住民は翌年7月には約300人に減少した。同年7月にはジョージタウンからの船が爆破され、アフリカ系住民を中心に43人死亡する事件も発生したが、犯人などの真相は未だに不明である。
現在のリンデンにはウィスマール（Wismar）、マッケンジー（MacKenzie）、クリスチャンバーグ（Christianburg）の3つの集落があったが、1970年に、当時のリンデン・フォーブス・サンプソン・バーナム首相の名にちなんでリンデンとして統合された。